# روژریو سنی
روژریو موک سنی (به پرتغالی: Rogério Mücke Ceni)، دروازه‌بان سابق فوتبال اهل برزیل است.وی سرمربی فعلی باشگاه فوتبال باهیا برزیل است. 
او بیش از دو دهه در تیم سائو پائولو بازی کرد و با این تیم ۱۹ بار به عنوان قهرمانی رسید. وی همچنین با ۱۳۱ گل زده، به عنوان گلزن‌ترین دروازه‌بان تاریخ نام برده می‌شود. او قهرمانی جام جهانی ۲۰۰۲ با تیم برزیل را در کارنامه خود دارد.

## زندگی، دوران حرفه‌ای، افتخارات
او در ۲۲ ژانویه ۱۹۷۳در پاتو برانکو، پارانو متولد شد. وی تباری ایتالیایی و آلمانی دارد و دارای تابعیت ایتالیایی می‌باشد.

### دوران حرفه‌ای
سنی اولین بازی‌های خود را در پیراهن باشگاه سینوپ فوتبال انجام داد. در سال ۱۹۹۰ و در هفده سالگی به باشگاه سائوپائولو پیوست و شش فصل اول فوتبال حرفه ای خود را در سری ای به عنوان یار تعویضی بازی کرد.
از برجسته‌ترین نکات حرفه‌ای سنی علاوه بر کسب جام‌های بسیار استعداد عجیب وی در پا به توپ شدن و همچنین گلزنی بود.

### افتخارات
قهرمان جهان در جام جهانی 2002

### باشگاهی
- قهرمان ماتو گروسو ۱۹۹۰
- قهرمان جام پائولستا ۱۹۹۲، ۱۹۹۸، ۲۰۰۰، ۲۰۰۵
- قهرمان سری آ برزیل ۲۰۰۶ ،۲۰۰۷، ۲۰۰۸
- قهرمان جام لیبرتادورس ۱۹۹۳، ۲۰۰۵
- قهرمان جام آمریکن ۲۰۱۲
- قهرمان سوپر جام لیبرتادورس ۱۹۹۳
- قهرمان کونمبول ۱۹۹۴
- قهرمان کوپا مسترد ۱۹۹۶
- قهرمان جام بین قاره ای ۱۹۹۳
- قهرمان جام باشگاه‌های جهان ۲۰۰۵

### تیم ملی فوتبال برزیل
- قهرمان جام جهانی فوتبال ۲۰۰۲
- قهرمان جام کنفدراسیون‌ها ۱۹۹۷

### افتخارات شخصی
- بهترین بازیکن جام لیبرتادورس ۲۰۰۵
- توپ طلا جام باشگاه‌های جهان ۲۰۰۵
- بهترین بازیکن از طرف فیفا در جام باشگاه‌های جهان ۲۰۰۵
- گلزن‌ترین دروازه‌بان قرن از طرف فیفا با ۶۵ گل زده
- بهترین بازیکن سری آ برزیل در دو فصل متوالی ۲۰۰۶ و ۲۰۰۷